# Grabno, Hạt Szczecinek
Grabno [ˈɡrabnɔ] (tiếng Đức: Graben)  là một khu định cư ở khu hành chính của Gmina Borne Sulinowo, thuộc hạt Szczecinek, West Pomeranian Voivodeship, ở phía tây bắc Ba Lan.